# 纳塔莉娅·斯特列利琴科
纳塔莉娅·斯特列利琴科（俄语：Наталья Стрельченко，羅馬化：Natalia Strelchenko，1976年12月23日—2015年8月30日）俄罗斯裔挪威籍女钢琴家。2015年在英国曼彻斯特家中遭家庭暴力遇害。

## 生涯
12岁时在聖彼得堡愛樂交響樂團的音乐会上首次亮相。先后毕业于聖彼得堡音樂學院，和奥斯陆挪威音乐学院。1995年至2000年，在圣彼得堡音乐学院担任钢琴教师。2007年至2010年，获研究生奖学金项目在挪威音乐学院深造。2008年，成为利兹音乐学院常驻钢琴演奏家。2011年，获博士学位。
斯特列利琴科是世界知名钢琴家，曾在伦敦威格摩尔厅和纽约卡内基大厅等知名场馆演出，获得了观众的好评。她担任过学院的音乐总监，也在法国贝尔福音乐学院担任过助理教授。

## 死亡
2015年8月30日12点45分左右，警方和医护人员接到斯特列利琴科家中的报警电话。斯特列利琴科受到重伤，在被送到医院后不治身亡。她的头部和颈部受伤，头骨已经严重受损。她的挪威籍丈夫约翰·马丁被指控将她扼颈并殴打致死。事发当晚，一位波兰小提琴演奏家也在斯特列利琴科家中做客。她亲眼目睹了夫妻二人摔下楼的全过程。2016年初，马丁接受了法庭审讯。法庭称马丁的动机是嫉妒心理作祟。最终，法庭宣布谋杀罪成立，并判处其终身监禁。